# Мункожаргалов, Дашибал Цырендоржиевич
Дашибал Цырендоржиевич Мункожаргалов (род. 1990, Цаган-Ола, Агинский Бурятский автономный округ, Россия) — российский военнослужащий, подполковник. Герой Российской Федерации (2023).

## Биография
Родился в 1990 году в селе Цаган-Ола Агинского Бурятского автономного округа России в семье учительницы и табунщика.
Учился в средней школе, из которой выпустился с серебряной медалью. После, поступил в Новосибирское высшее военное командное училище, которое окончил с отличием. В своё время принимал участие в окружных олимпиадах по таким предметам, как математика и физика. С детства занимался вольной борьбой, рукопашным и армейским рукопашным боем, становился чемпионом и призёром юниорских соревнований по вольной борьбе. Имеет звание мастера спорта России по армейскому рукопашному бою. Является серебряным призёром чемпионата России по армейскому рукопашному бою.
Участник вторжения России на Украину. После присвоения звания Героя Российской Федерации, «Золотая Звезда» была вручена военнослужащему 8 декабря 2023 года из рук президента В. В. Путина на торжественном мероприятии по случаю Дня героев Отечества. Церемония проходила в Георгиевском зале Большого Кремлёвского дворца. Продолжает нести службу.

## Звания и награды
- Герой Российской Федерации (Указом Президента Российской Федерации от 8 декабря 2023 года за мужество и героизм, проявленные при исполнении воинского долга, гвардии подполковнику Мункожаргалову Дашибалу Цырендоржиевичу присвоено звание Героя Российской Федерации)[9].
- Орден Мужества (три)[4].
- Медаль ордена «За заслуги перед Отечеством» II степени с мечами[4].
- Другие награды.

### Спортивные достижения
- — Чемпионат России (армейский рукопашный бой)[10][4].
- Мастер спорта России по армейскому рукопашному бою (2016)[6].